# Piotr Przybecki
Piotr Przybecki (* 7. August 1972 in Oppeln, Polen) ist ein ehemaliger polnischer Handballspieler. Er spielte zuletzt in der Handball-Bundesliga bei der TSV Hannover-Burgdorf im Rückraum. Für die polnische Nationalmannschaft bestritt er 131 Länderspiele, in denen er 372 Tore warf.

## Karriere
1995 wechselte der studierte Sportlehrer vom polnischen KS Vive Kielce zum Zweitligisten TV Hüttenberg. Zwei Jahre später ging er zum Erstligisten TUSEM Essen. In der Saison 2000/2001 warf er für den TUSEM 240 Tore, woraufhin ihn der THW Kiel unter Vertrag nahm. Bereits vor seinem ersten Spiel für Kiel verletzte sich Przybecki so schwer am Kreuzband, dass er in seiner ersten Saison bei Kiel nur einen Einsatz verzeichnen konnte. Auch in der Folgezeit war er vom Verletzungspech verfolgt, so dass sich Kiel zum Ende der Serie 2003/2004 von ihm trennte. Bei der HSG Nordhorn, seinem nächsten Verein, hatte er mehr Glück. Allerdings meldete der Verein 2009 Insolvenz an und musste in die 2. Handball-Bundesliga absteigen. Im Sommer 2009 schloss er sich der TSV Hannover-Burgdorf an, wo er bis Sommer 2012 spielte.
Przybecki war in der Saison 2013/14 als Sportdirektor bei Gaz-System Pogoni Szczecin tätig. Anschließend übernahm er das Traineramt vom polnischen Erstligisten Śląsk Wrocław. Im Sommer 2016 wechselte er zu Wisła Płock. Ab Juni 2017 trainierte er zusätzlich die polnische Nationalmannschaft. Im März 2018 wurde er von seinen Aufgaben bei Wisła Płock entbunden. Im Februar 2019 wurde er vom polnischen Handballverband entlassen. Ab dem Sommer 2019 bis zum Januar 2022 trainierte er den VfL Lübeck-Schwartau. Im Oktober 2024 übernahm er das Traineramt des deutschen Zweitligisten TuS N-Lübbecke.
Przybecki ist verheiratet mit Agnieszka und hat einen Sohn.

## Erfolge
- Deutscher Meister 2002
- EHF-Pokal-Sieger 2002, 2004 und 2008
- Polnischer Meister und Vizemeister mit Kielce